# Marsbéli krónikák (album)
A Marsbéli krónikák album a Solaris együttes debütáló lemeze volt. 1984-ben, négy évvel a zenekar alakulása és első kislemeze után. Ez a körülmény rányomja bélyegét a hanganyagra, hiszen a négy év alatt lezajló többszörös tagcserék számos különböző irányvonalat hoztak létre, amelyek e lemezen észrevehetők. Az 1984-ben a Solaris tagságát alkotó zenészek mellett a megelőző négy évben itt játszó zenészek is hallhatóak.
A zenei rendezők Gömör László, Pócs Tamás és Molnár Ákos voltak.

## Számok listája
1. Marsbéli krónikák I - 3:34
2. Marsbéli krónikák II-III - 6:33
3. Marsbéli krónikák IV-VI - 13:15
4. M'ars poetica - 6:40
5. Ha felszáll a köd - 3:59
6. Apokalipszis - 3:44
7. E-moll előjáték - 0:30
8. Legyőzhetetlen - 2:46
9. Solaris - 4:54

CD bónuszok (1995):
- Orchideák bolygója
- A sárga kör

## A zenekar tagjai
- Cziglán István - gitár;
- Erdész Róbert - billentyűs hangszerek;
- Gömör László - dobok;
- Kollár Attila - fuvola;
- Pócs Tamás - basszusgitár

## További közreműködők
(A zenekar korábbi tagjai)
- Tóth Vilmos - dobok (1980-1982);
- Seres Attila - basszusgitár (1980);
- Kisszabó Gábor - basszusgitár (1980-1982);
- Bogdán Csaba - gitár (1981-1982);
- Raus Ferenc - dobok (1981-1982).

## Kiadványok
A Marsbéli krónikák lemez az évek során többféle kiadást megért idehaza és Japánban egyaránt!
Legutóbb a japánok papersleeve (mini LP) verzióban jelentették meg 2010. június 25-én.

## Az album további élete
30 évvel az eredeti album megjelenése után 2014. október 26-án jelent meg a Marsbéli krónikák II. E napon volt a 30 évvel azelőtti és a vadonatúj album élő lemezbemutatója is a Művészetek Palotája Bartók Béla hangversenytermében.

## Külső hivatkozások
- A Solaris hivatalos honlapja
- Solaris – Marsbéli Krónikák (mini LP)